# 宣旨
宣旨（せんじ）は、律令期以降の日本において天皇・太政官の命令を伝達する文書の形式名。朝廷が出す文書の形態の一つ。詔勅の変体。

## 概略
天皇の命令・意向（勅旨）が太政官において太政官符・太政官牒などとして文書化される際、文書作成を行う弁官局の史が口頭で命令・意向を受ける。このとき、弁官史は、命令・意向の内容を忘れないために自らのメモを作成した。このメモが、当事者へ発給されるようになり、文書として様式化していき宣旨となった。文書には、弁官・史などの署名しか記されなかったが、天皇の意を反映した文書として認識され、取り扱われた。印璽なき文章に権威が付加されることになり、幕末にはしばしば偽勅が発せられることになった。
本来、律令に規定されている天皇発給の命令書としては、詔書・勅旨があったが、これらの発給は重要な案件の場合に限定されており、また形式が厳密に定められており、特定の機会にしか発給ができなかった。そこで、柔軟に発給可能な宣旨という文書形態が登場したのである。

### 発給手続
発給手続きは、天皇が内侍に伝え、そこから蔵人頭に、蔵人頭から担当上卿に上卿から外記局、弁官、内記局などに伝えられて初めて発給された。弘仁年間頃から始められた。内侍から蔵人頭に伝えられる文書は「内侍宣｣と呼ばれ、鎌倉時代以降に｢女房奉書｣へと発展する。また、蔵人頭が上卿に伝える時は、口頭が原則で「口宣｣と呼ばれたが後に文書化され、更に口宣の控えである口宣案が作成されることもあった。
平安期に入ると、元々詔勅の検討を担当していた外記局が、天皇の命令・意向を自らの名で文書化したものも宣旨と呼ばれるようになった。また、弁官が議政官（公卿）の命令・意向を受けて、正式な太政官符の代わりに弁官名で発給した文書は官宣旨（かんせんじ）と呼ばれた。

### 宣旨の例
宣旨の例
```
○兼官の宣旨（山槐記）
内大臣藤原朝臣
正二位行大納言源朝臣雅通宣
奉　勅、件人宜如旧兼任右近大将者
仁安二年二月十一日　大外記
```

（訓読文）
```
内大臣藤原朝臣（花山院忠雅　正二位　44歳）正二位行大納言源朝臣雅通（久我　50歳）宣（の）る
勅（みことのり）を奉（うけたまは）るに、件（くだん）の人、宜しく旧（もと）の如く右近（衛）大将を兼任すべし者（てへり）
仁安2年（1167年）2月11日　大外記（清原真人頼業　46歳　六位か?）
※同日付にて藤原忠雅は、大納言兼右近衛大将から内大臣に転任し、この宣旨によって、右近衛大将の兼任を留任する。
```

○准摂政の宣旨（小右記）
```
正二位行権大納言兼太皇太后宮大夫藤原朝臣公任宣
奉　勅、除目等雑事、宜令左大臣准摂政儀行之者
長和四年十月廿七日　大外記小野朝臣文義奉
```

（訓読文）
```
正二位行権大納言兼太皇太后宮大夫藤原朝臣公任（四條　50歳）宣る
勅を奉るに、除目等雑事、宜しく左大臣（藤原道長　正二位　50歳）をして摂政に准（なぞら）ひ、儀（こと）之（これ）を行はしむべし者（てへり）
長和4年（1015年）10月27日　大外記小野朝臣文義奉（うけたまは）る
```

## 院宣・綸旨
院政期から鎌倉期以降は、次第に院宣の発給が宣旨の発給を上回るようになった。
また、宣旨をさらに手続きのうえで簡略化した綸旨も出されるようになった。

## 関連文献
- 早川庄八『宣旨試論』、岩波書店、1990年4月、ISBN 4-00-001193-6